# Toros Edeški
Toros (armenska skrajšana oblika imena Teodoros/Teodor, armensko Թորոս կուրապաղատ, T'oros Kuropalates) je bil med prvo križarsko vojno armenski guverner Edese, * ni znano, † 9. marec 1098. 
Bil je nekdanji bizantinski častnik  (kuropalat) in pribočnik Filareta Brahamija. Bil je Armenec grške pravoslavne veroizpovedi.
Matej Edeški v svoji Kroniki omenja, da je Torosa, sina Hetuma, za guvernerja Edese imenoval Tutuš, ki je leta 543 po armenskem štetju (26. februar 1094 – 25 februar 1095)  porazil in ubil emirja Buzana. Po Strudzi je Hetum [I.] izviral iz družine Pahlavuni, pomembne rodbine iz Kavkaške Armenije. Runciman imenuje Torosa "zet Gabrijela Melitenskega".
Okoli leta 1094 je seldžuški emir Damaska Tutuš I. zasedel Edeso in imenoval Torosa za njenega guvernerja. Toros si je takoj poskušal prisvojiti oblast v mestu. Ko sta bila v Edesi  v ječi antioški emir Jagi Sijan in alepski emir Ridvan, ki ju je porazil in ujel Malik Šah I., je Toros poskušal prevzeti ujetnika in iztržiti odkupnino zanju. Drugi edeški plemiči se s tem niso strinjali in so ujetnika osvobodili.  Toros je zatem utrdil Edeso in blokiral citadelo z armensko in turško posadko. Mesto so zaćeli oblegati Turki in Artukidi, se prebili v mesto, vendar ga tudi po dveh mesecih niso uspeli osvojiti. Napadalci so se umaknili in Toros je bil priznan za gospodarja mesta. Ker je bil Toros grške pravoslavne veroizpovedi, med svojimi armenskimi podložniki ni bil priljubljen.  
Toros se je uspešno upiral napadom Seldžukov, leta 1098 pa je moral za pomoč zaprositi križarje, ki so oblegali Antiohijo. Balduin Boulognski se ni udeležil obleganja, ampak se je raje odprevil v Edeso, ker je verjetno nameraval zase osvojiti nekaj ozemlje. Mimogrede je zasedel Turesel. Toros ga je povabil v Edeso in februarja 2098 z njim sklenil zavezništvo. Balduin je Torosa postopoma prepričal, naj ga posinovi in izbere  za svojega naslednika. Ko je to storil, je Balduin napadel njegove častnike in Torosa oblegal v mestni citadeli. Nazadnje mu je dovolil odhod iz mesta. Toros je nameravel z družino zbežati v Meliteno, vendar so ga armenski meščani kmalu zatem 9. marca umorili. Umor je morda naročil Balduin, ki je po njegovi smrti postal prvi grof Edese.